# Diocesi di Petra di Lazica

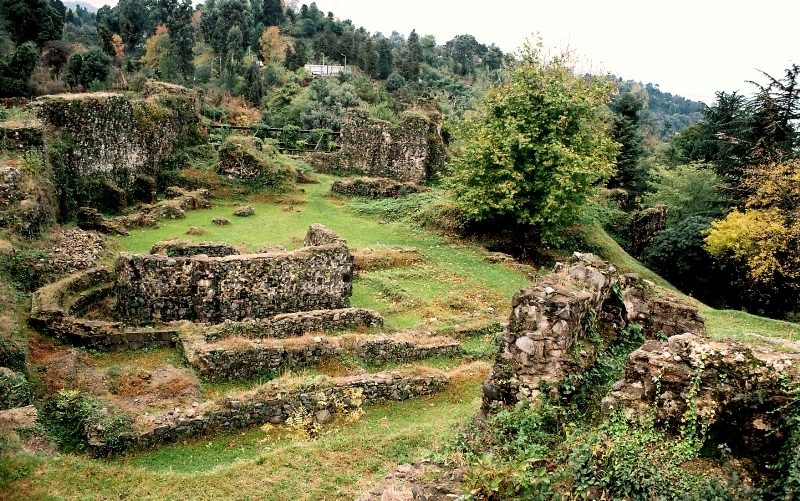
Rovine di Petra.

La diocesi di Petra di Lazica (in latino Dioecesis Petrensis in Lazica) è una sede soppressa e sede titolare della Chiesa cattolica.

## Storia
Petra, le cui rovine sono situate nel territorio del comune di Kobuleti in Georgia, è un'antica sede vescovile della regione della Lazica (Colchide), suffraganea dell'arcidiocesi di Fasi.
La diocesi è documentata nelle Notitiae episcopatuum del patriarcato di Costantinopoli dal VII al IX secolo. Unico vescovo noto di questa diocesi è Giovanni, che prese parte al concilio in Trullo del 692.
Dal 1933 Petra di Lazica è annoverata tra le sedi vescovili titolari della Chiesa cattolica; finora la sede non è mai stata assegnata.

## Cronotassi dei vescovi greci
- Giovanni † (menzionato nel 692)